# اریک پنجم
اریک پنجم (انگلیسی: Eric V of Denmark؛ ح. 1249 – 22 november ۱۲۸۶ (۳۶−۳۷ سال)) یک پادشاه دانمارک بود.